# Histoire des infrastructures et espaces fluviaux du Mans

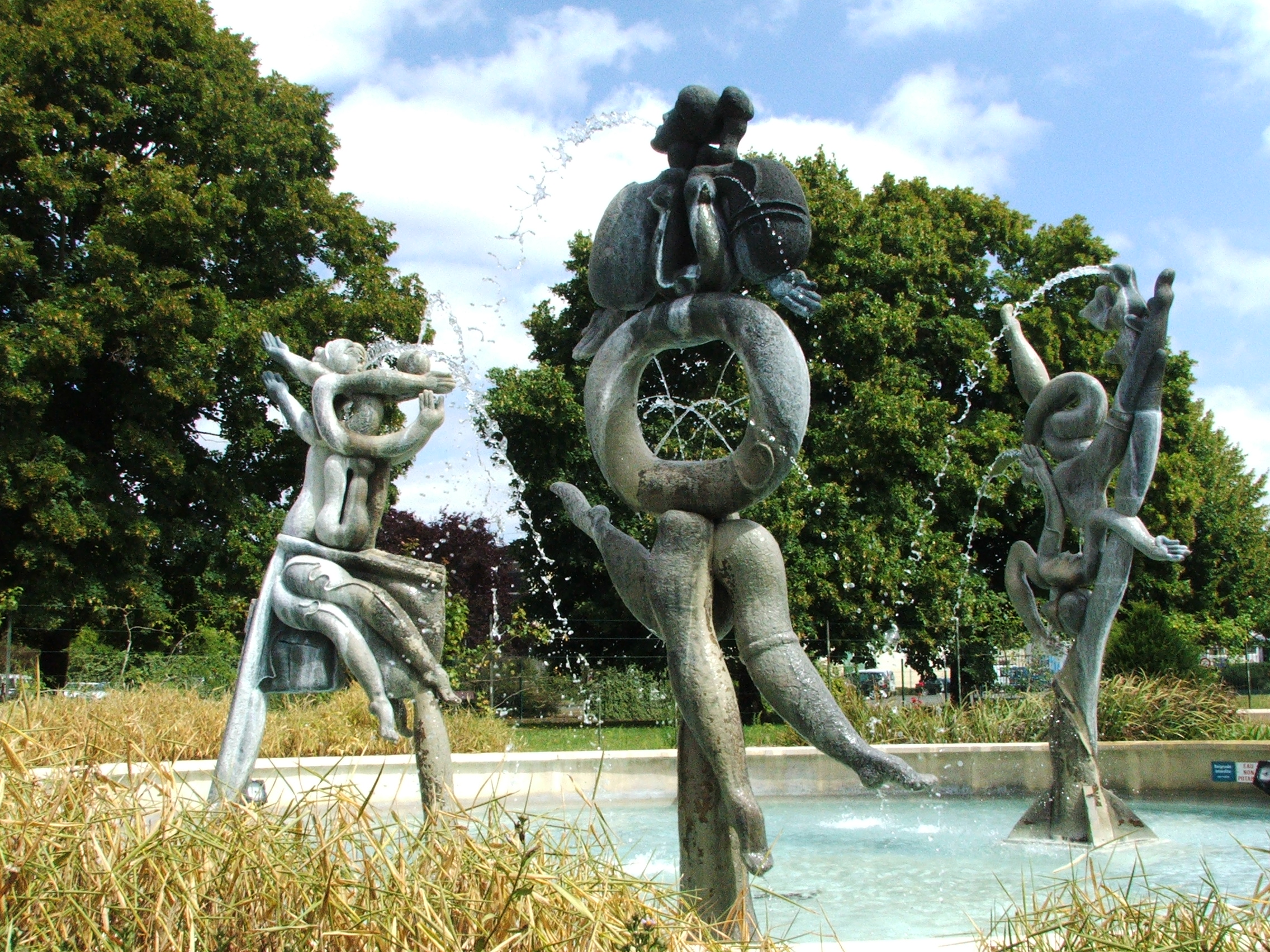
Sculptures de la maison de l'eau

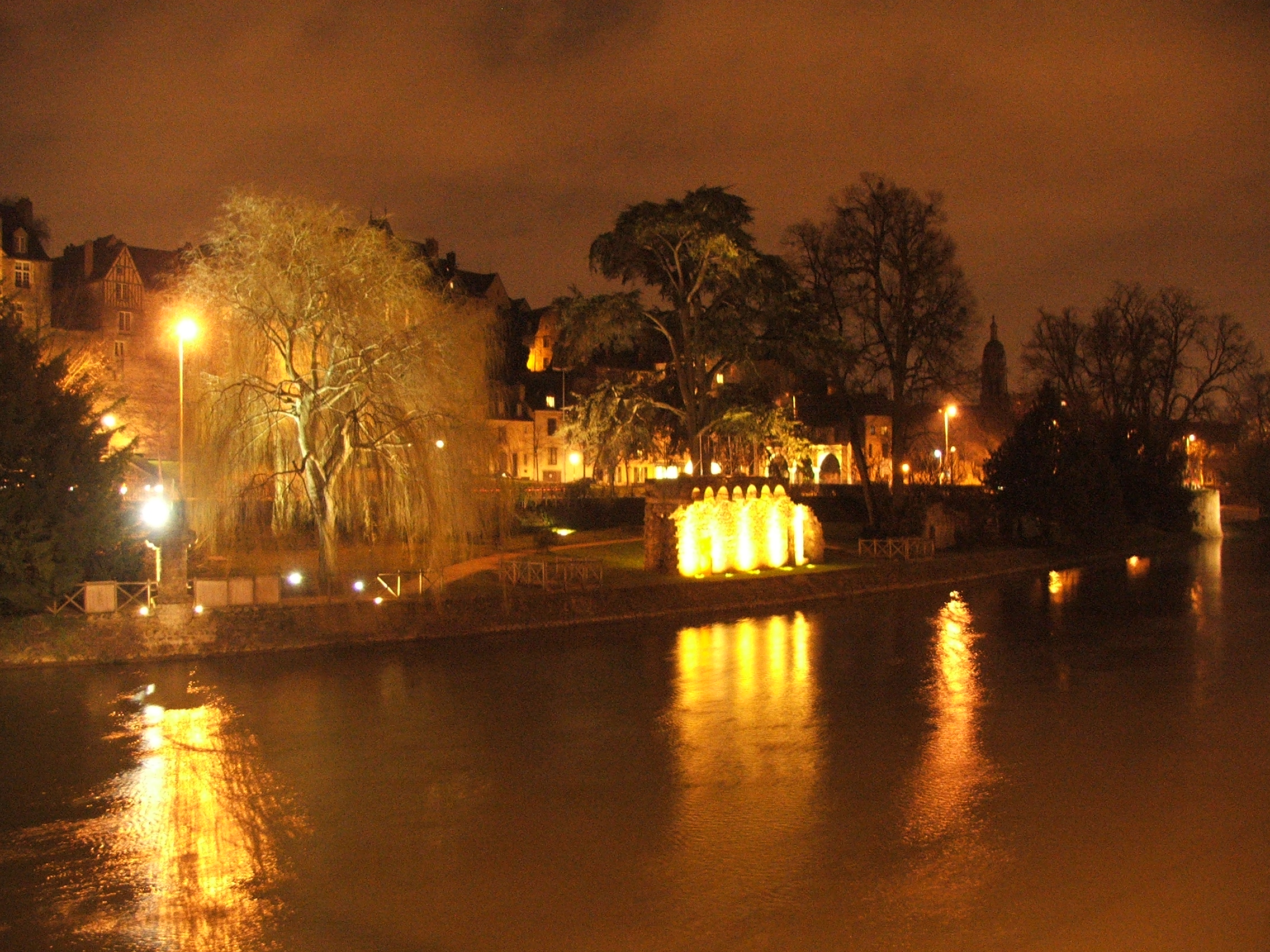
Le parc des Tanneries, la nuit

La ville du Mans est traversée par deux cours d'eau: la Sarthe et l'Huisne. Les romains construisirent les premiers aqueducs de la ville au cours du Ier siècle de notre ère. Un port de commerce primitif fut installé, certainement sur la rive gauche de la Sarthe. Cet axe finit par devenir entièrement navigable au cours du XIXe siècle, avant d'être supplanté par les voies ferroviaires. La Sarthe fut toujours privilégiée pour la navigation comparé à l'Huisne, qui en revanche, est le réservoir d'eau potable de la ville. La situation géographique de la Sarthe (baignant les pieds du Vieux-Mans) lui permit de voir se développer davantage d'infrastructures autour d'elle en comparaison de l'Huisne.

## Le port

### Présentation
Le port de la ville du Mans est un port de plaisance. Il permet à une trentaine de bateaux d'accoster sur la rive droite de la Sarthe. Il est spécialisé pour accueillir les vedettes à cabine ou les coques open. Des navires de plus de 23 m ne peuvent accéder jusqu'à la ville à cause des nombreux ponts jalonnant le parcours jusqu'au port. Des vedettes ont pendant de nombreuses années, proposé des parcours touristiques sur la Sarthe afin d'offrir aux visiteurs les murailles du vieux Mans ou la Sarthe dite « sauvage » au nord de l'agglomération. Cette activité a cessé au milieu des années 1990. Le port n'a plus d'intérêt pour le déplacement seul, concurrencé par les liaisons autoroutières, ferroviaires ou aériennes. Il retrouve une jeunesse par ses cours de formation au pilotage de petits bateaux privés. Les cours de base sont dispensés juste devant la cité plantagenêt.

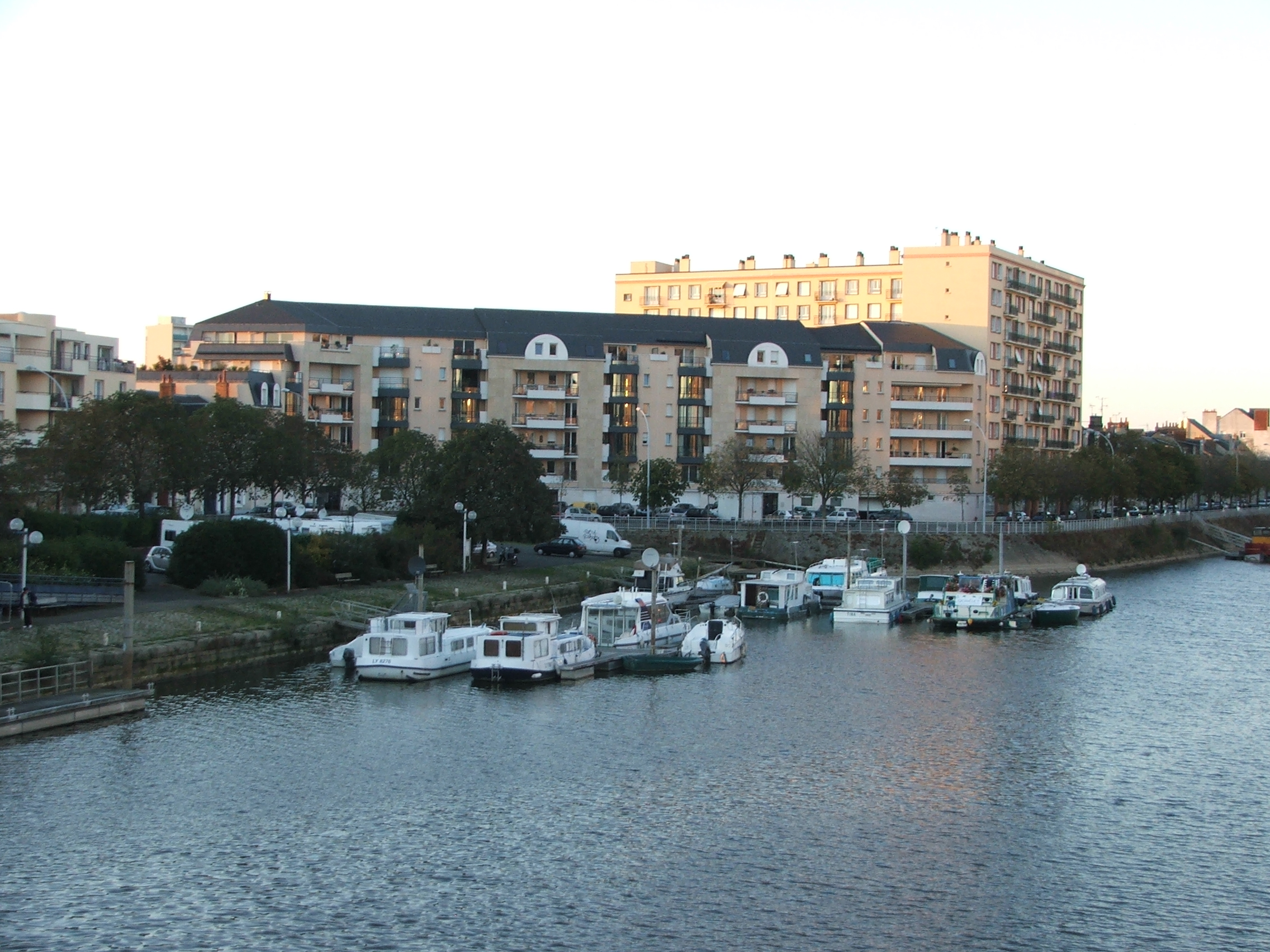
Le port du Mans sur la rive droite

### Histoire

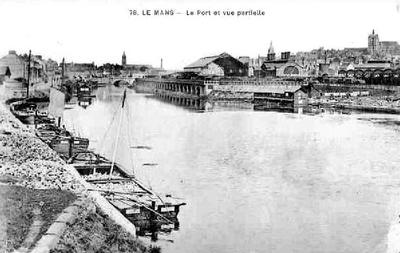
Le port du Mans au début du vingtième siècle

La construction du port est ordonnée en juillet 1839 et les travaux commencent en 1840 par ordonnance de Charles X. Il est bâti en aval de la rive droite de la Sarthe, sur le terrain du plus grand moulin du Mans : le moulin de Richedoué. Ce dernier fut une réserve pour les paysans qui vivaient ici au Moyen Âge. La Sarthe et son courant permettaient aisément de faire tourner ses roues. Dès sa construction, le port ne prend pas de rôle national considérable. Il est au nord d'une artère commerciale fluviale à trois pôles. Au sud de la Sarthe, les ports d'Arnage et d'Allonnes sont, eux, plus commerçants. Ils accueillent des marchandises de toutes sortes.

Au Mans, la batellerie sert dès l'ouverture du port à l'approvisionnement de matières premières et de matériaux divers. Son grand atout est le déplacement de matériaux au sein même du département de la Sarthe. Ainsi, alors que les quais et les berges sont rénovés, les matériaux sont acheminés par le port en provenance des carrières de Sargé. Il sert également à l'approvisionnement des chemins de fer, la gare se situant à quelques kilomètres, rive gauche. Jusqu'en 1857, il possède une grande activité, autant intra qu'extra-départementale, puis son intérêt tombe avec l'avènement du chemin de fer au Mans. Un sursaut passager est constaté entre 1880 et 1882, mais la rechute devient totale en 1886. Les barrages sont plus rares et les technologies modernes comme le chemin de fer ont raison d'un port et d'une rivière trop petits pour en tirer une rentabilité. La batellerie disparait bientôt, et après la Première Guerre mondiale, le port est abandonné puis fermé à toute navigation. Devenu obsolète, il n'est rouvert par décret qu'en 1975, pour en faire un port de plaisance. C'est alors que l'idée de faire circuler de petits bateaux-mouches sur la Sarthe et sur l'Huisne est concrétisée. Cette activité dure pendant une vingtaine d'années avant d'être abandonnée par manque de rentabilité. Les années 1990 voient donc disparaître ces « bateaux-mouches » manceaux. Aujourd'hui le port reste un petit port de plaisance sans vocation économique. Cependant des navettes de bateaux-mouches ont repris leur activité. Elles se situent désormais au port de Sablé-sur-Sarthe et proposent aux touristes un aller-retour entre les deux villes.

### Incidents récents
Fin décembre 2007, le port du Mans est devenu une enclave et a enfermé au sein de la ville les bateaux qui étaient à quai. Les inondations et les vents violents ont provoqué des éboulements et des chutes de pierres, ayant pour effet de casser ou même détruire les barrages placés sur la Sarthe dans l'agglomération mancelle. C'est notamment le cas pour le barrage de Spay. Les bateaux et leurs équipages sont ainsi bloqués à quai jusqu'à nouvel ordre. L'estimation annoncée par la préfecture prévoyait une réouverture de l'enclavement aux alentours de fin 2008, voire 2009… En attendant, les ports d'Arnage et de Spay sont également restés dans l'attente. En mars 2009, autre problème, sous le barrage du Greffier, installé à proximité du pont du Greffier, et du boulevard Anatole France; on découvre des cavités couvrant près de 70 % de la surface place immergée du barrage. Fin 2009, les travaux du barrage du Greffier sont terminés. La Sarthe entre le pont du Greffier et le pont d'Eichthal a été asséchée afin de réaliser les travaux nécessaires. En tout, il aura fallu 7 mois et plus de 860 000 € pour réparer les dégâts du barrage.

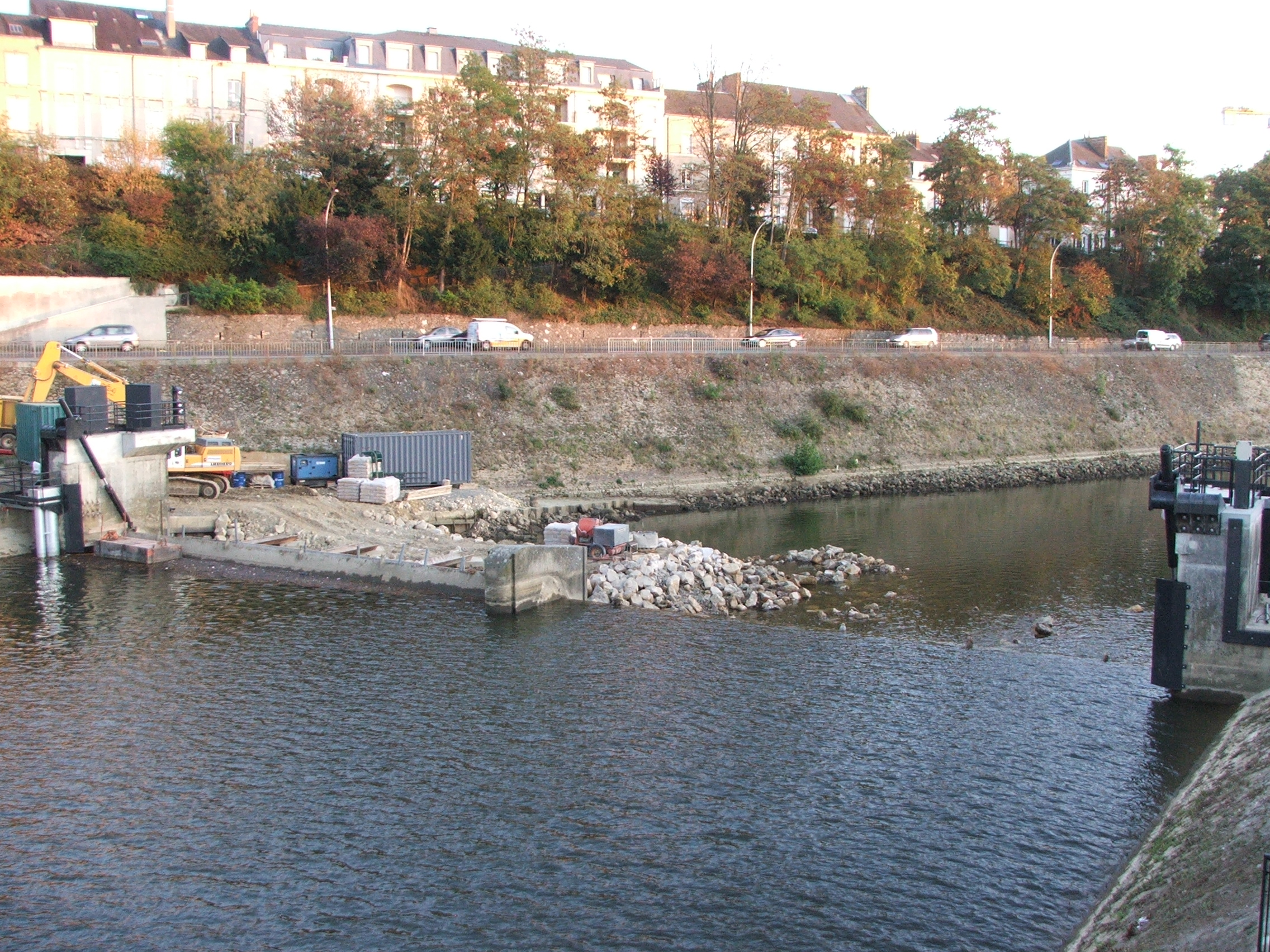
Travaux sur le barrage du Greffier en octobre 2009

### Tourisme
Le port du Mans est un port de plaisance conçu pour l'accueil de visiteurs par voie maritime.
Le Mans a développé par le passé ses propres bateaux-mouches, très actifs en saison estivale et pré-estivale au milieu des années 1990, ils ont subi un grand revers de médaille au début des années 2000, jusqu'à l'arrêt complet du service en 2006. En cause, le resserrement géographique du patrimoine visitable de la ville, centré davantage sur la Cité Plantagenêt plutôt que sur les espaces fluviaux. Malgré tout, les visites proposées par bateaux-mouches s'étaient étoffées à mesure des années en proposant une visite touristique poussée jusqu'à Sablé-sur-Sarthe, proposant un repas sur place avant un retour à la ville centre. Pourtant, un réel engouement a subitement fait son apparition chez les touristes et les Manceaux eux-mêmes en 2007. La demande était telle que la capitainerie du port était assiégée de demande pour des visites en bateaux-mouches, notamment de la part de gens composant encore l'ancien numéro. Cela incite la mairie et l'office de tourisme à racheter un unique bateau-mouche manceau, Le Festival afin d'offrir des promenades fluviales.
En 2015, la ville du Mans confie la gestion du Port à la SEM mancelle Cénovia avec la mission d'assurer son développement touristique et nautique. Aujourd'hui, les clients du port peuvent naviguer sur la Sarthe à bord de bateaux électriques sans permis. Le Port dispose de 5 bateaux de ce type avec une capacité de 5 à 7 places utilisables les vendredis, samedis, et dimanches du 1er au 31 mai et tous les jours du 1er juillet au 30 septembre.
Afin de faciliter la venue des touristes et des visiteurs sur le port, la capitainerie dispose d'un parking gratuit. Pour les touristes qui voyagent en bateau, le port est équipé de nombreux services : cale de mise à l'eau, station de traitement des eaux usées, 7 pontons d'amarrage sécurisés, eau potable, branchements électriques, sanitaires complets et gratuits pour les résidents et les plaisanciers, bennes de tri sélectif et réseau wifi (gratuit les deux premières nuits).
Au départ du Mans, on découvre le patrimoine historique de la ville : l'Eglise du Pré, la cathédrale Saint Julien, le Moulin Renard en amont de la Sarthe, La Cité Plantagenêt et ses maisons d'époque médiévale et Renaissance ainsi que la Muraille Gallo-Romaine.

### Itinéraires au départ du Mans
Le Mans est le point de départ le plus en amont de Sarthe. En suivant le cours de la Sarthe, on découvre plusieurs agglomérations au fort patrimoine :
- La Suze-sur-Sarthe
- Malicorne
- Solesmes
- Sablé-sur-Sarthe
- Morannes
- Chateauneuf sur Sarthe
- Angers
- Grez-Neuville
- Chenille-Changé

La Sarthe fait partie des voies navigables du Pays de la Loire :
- Le Bassin de la Maine : la Sarthe, l'Oudon et la Mayenne
- Le Bassin de la Loire : la Maine et la Loire, d'Angers à Saint Nazaire
- L'Erdre : jusqu'à Nort-sur-Erdre
- Le canal de Nantes à Brest : jusqu'à Rendon

### Vue satellite
48° 00′ 09″ N, 0° 11′ 24″ E : vue satellite du port du Mans

## Les quais

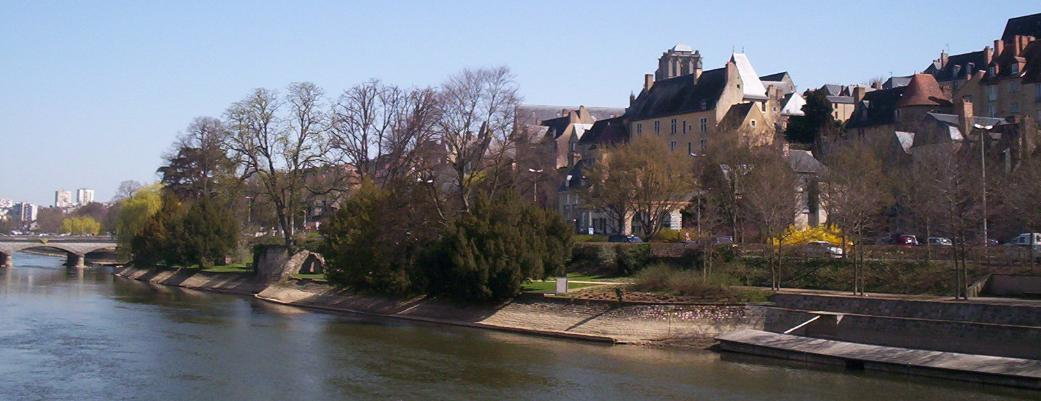
La rive Gauche du Mans

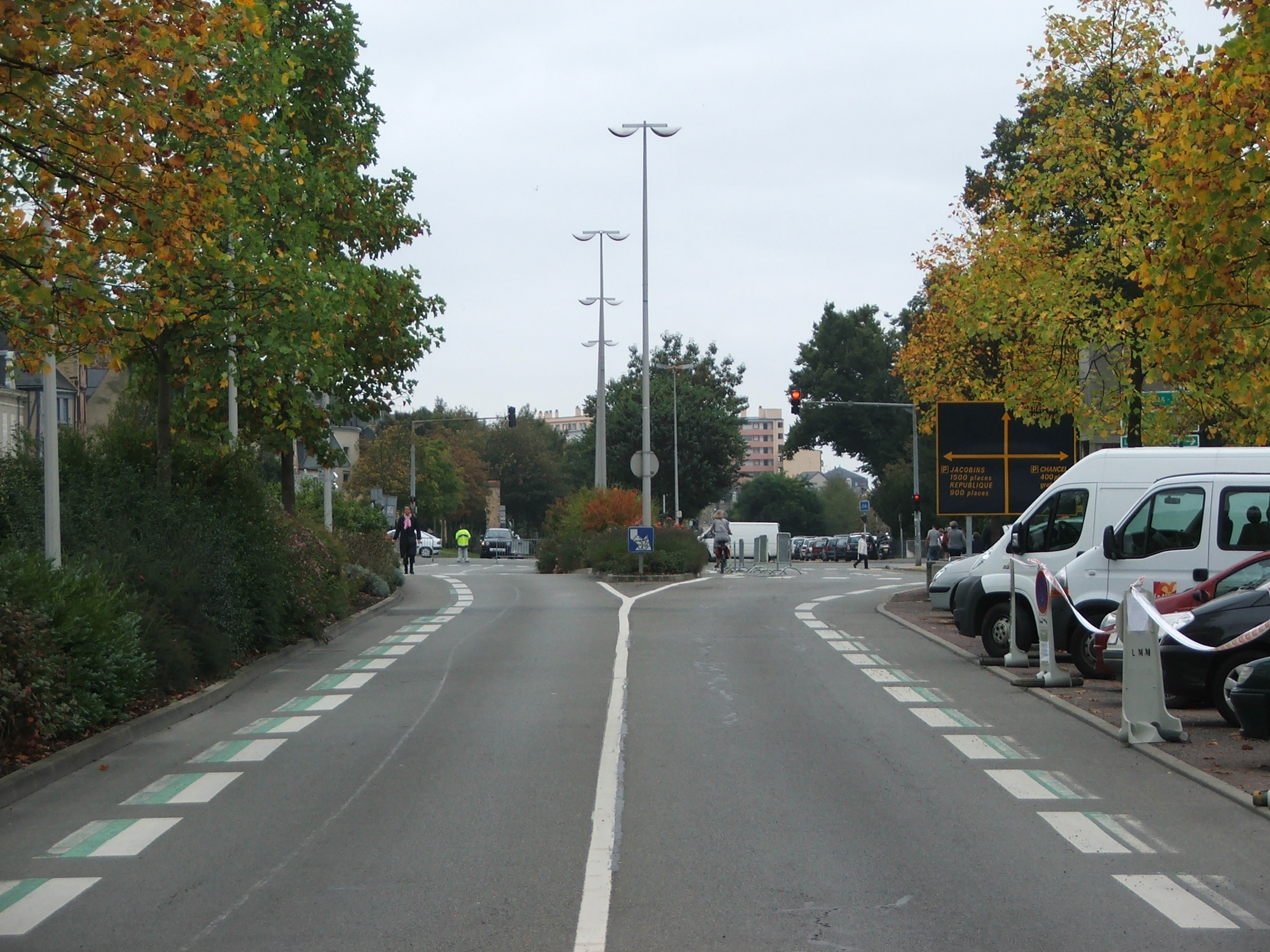
Le quai Louis Blanc

Au Mans, les quais possèdent une histoire bien particulière liée aux quartiers qu'ils constituent. Les quais de la Sarthe sont bien plus connus que ceux de l'Huisne. La Sarthe passant tout près du centre ville, ils ont été utilisés très tôt. La muraille de la cité Plantagenêt en est l'exemple. Construite en bord de rivière, elle devait avant tout repousser les assaillants. La présence de la rivière était un atout pour les habitants. Au Moyen Âge et jusqu'au XIXe siècle, la rive droite de la Sarthe est réservée aux habitations et aux urbains. Les hôtels particuliers surplombent la rivière tout le nord du Mans qui n'est alors que campagne. La rive gauche marque quasiment la limite nord de la ville. Elle est composée de fermes et de moulins. Les trois plus fameux restent les moulins de Saint Gervais, le moulin d'Enfer et le moulin de Richedoué. Pendant longtemps, cette « féodalité » restera intacte sur la rive gauche de la Sarthe et montrera la disproportion entre ville et campagne. C'est au XIXe siècle, et avec la première révolution industrielle que les choses vont évoluer. En 1839, une première tentative d'aménagement est essayée rive droite.
Le quai Amiral-Lalande voit le jour, mais devient vite trop petit. C'est tout un quartier qui va disparaître pour faire place à un plus grand quai. Le quartier des tanneurs, alors insalubre doit être détruit. Sa démolition est ordonnée en 1869. Les bateaux-lavoirs sont eux aussi supprimés. À l'est de la cité Plantagenêt et tout le long de la Sarthe, ce sont de grands chantiers qui sont ouverts. Au même titre que le tunnel, les travaux visent à un réaménagement complet ainsi qu'à une expansion de la cité Mancelle. Le quai Ledru-Rollin est lui, créé rive gauche. C'est une grande avancée pour la ville. Alors que la rive gauche restait très « rurale », la construction de ce quai ouvrait une perspective pour permettre à la ville de s'étendre un peu plus au Nord de la cité Plantagenêt. Des quartiers résidentiels y prendront place à la fin du XIXe siècle, mais surtout au début du XXe. Les quais de l'Huisne n'ont jamais été vraiment créés. Rares sont les voies pour longer cette rivière. Le plus grand défis à surtout été de pouvoir enjamber l'Huisne et de permettre à la ville d'être reliée au Sud avec de grandes villes régionales comme Tours ou Nantes.

### Quai Ledru-Rollin

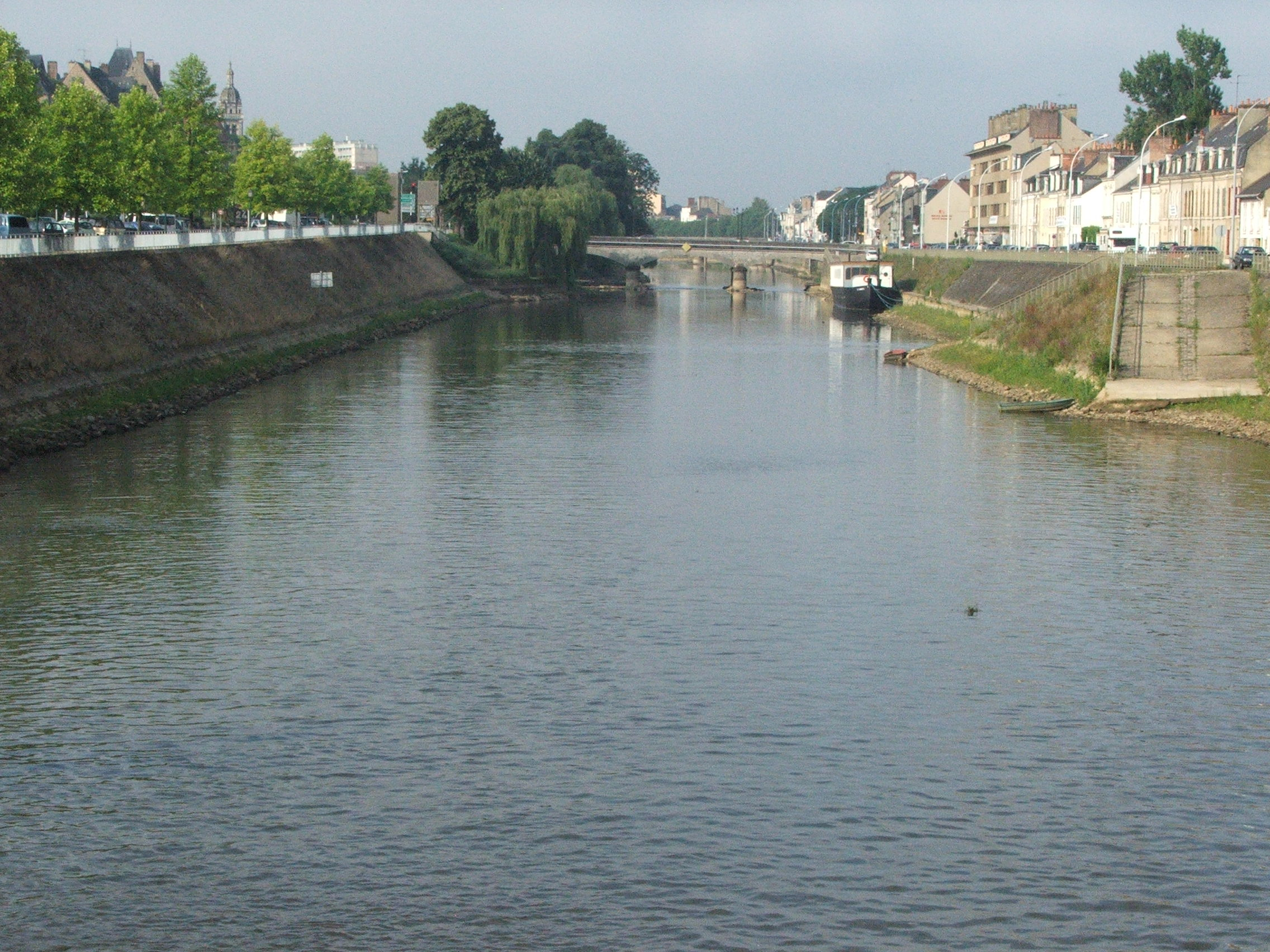
La Sarthe depuis la passerelle d'Enfer

Un décret impérial datant du 2 juin 1854 autorise la construction de la digue du pré reliant le barrage de Gourdaine au port à l'Abbesse, dans le but de protéger les faubourgs de la rive droite de l'inondation. Les travaux ne se déroulent qu'en août 1858 et c'est à ce moment que les ouvriers mettent au jour des restes d'une fondation gallo-romaine. En 1860, on effectue la suite des travaux jusqu'au pont Napoléon. La première tranche est payée en 1862 pour 117 175 francs, mais la seconde est bien plus onéreuse puisqu'elle coûte 341 306 francs. Les devis initialement prévus sont largement dépassés. La digue est ensuite appelée quai du Port à l'abbesse. Les premières activités du quai apparaîtront en 1868 avec des épiceries, des quincailleries ou des grossiers de chiffon. Le barrage en contrebas sera détruit en 1880. On creuse un chenal qui permet à la digue de s'élever à peu près à deux mètres au-dessus du niveau de l'eau. Cependant, sur les bords, reste une rampe descendante jusqu'au niveau de l'eau. Les riverains protestent afin d'avoir une rampe et un blocage pavé. Chose faite dans la foulée par les ingénieurs des Ponts-et-Chaussée. Le quai devient indistinctement quai Saint-Jean, quai du Pré et quai Napoléon. Mais le quai Napoléon est rebaptisé quai Ledru-Rollin à la suite d'une délibération du conseil municipal le 27 mai 1885. Le quai comme l'ensemble du quartier deviendra l'apanage des tanneurs et des bateaux lavoirs jusqu'à la Seconde Guerre mondiale. Mais la pluie fait des dégâts sur la digue et celle-ci s'écroule dans la Sarthe au soir du 23 juillet 1987.

## Les ponts

### Les ponts de l'Huisne

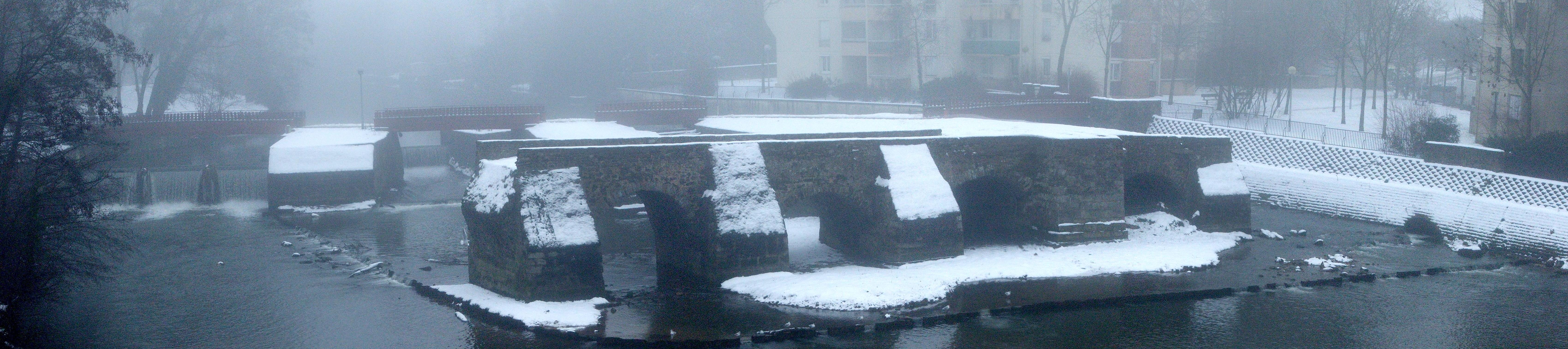
Panorama du Pont des Vendéens sous la neige.

Le pont des Vendéens est de réalisation très ancienne. Il sera mutilé et amputé de deux de ses arches en 1793. L'armée républicaine se joint à la garde nationale afin de protéger la ville de l'insurrection des Vendéens qui arrivent par le Nord de la ville. L'absence d'autre pont amenant directement au Mans, ralentira considérablement les troupes vendéennes. Des vestiges de ce pont demeurent non loin du nouveau pont de Pontlieue. Ce dernier est certainement le plus haut et le plus grand de toute la ville. Il a été reconstruit en 2006 et 2007 afin de pouvoir supporter un trafic 2x2 voies de voitures et 2×1 voies pour les tramways et les bus (qui utilisent la même bande réservée avec rails), avec en plus des trottoirs piétons suffisamment larges. Il est le pont le plus important sur l'Huisne et forme la principale voie d'accès aux secteurs Centre et Est.

### Les ponts de la Sarthe

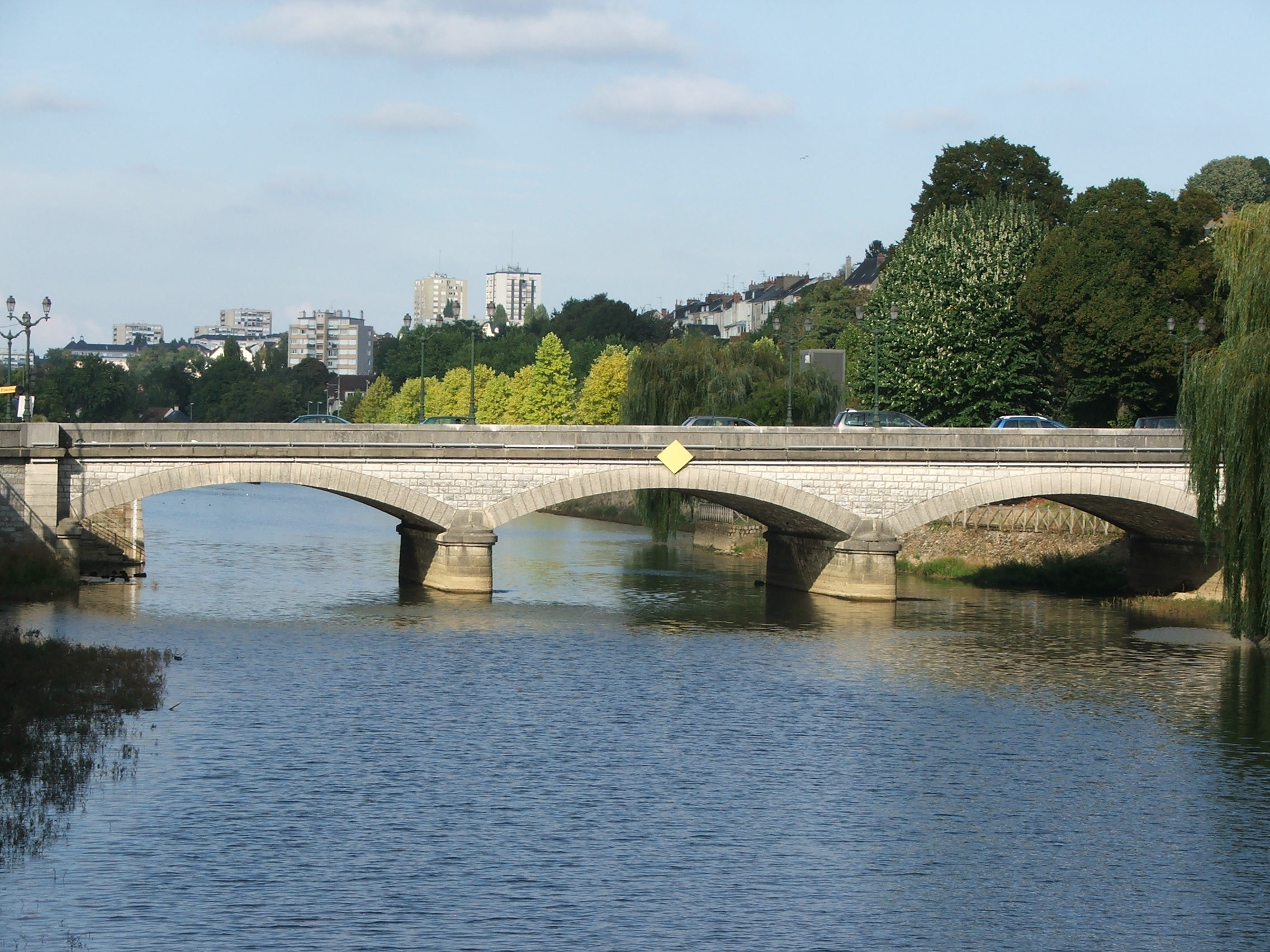
Le pont Gambetta

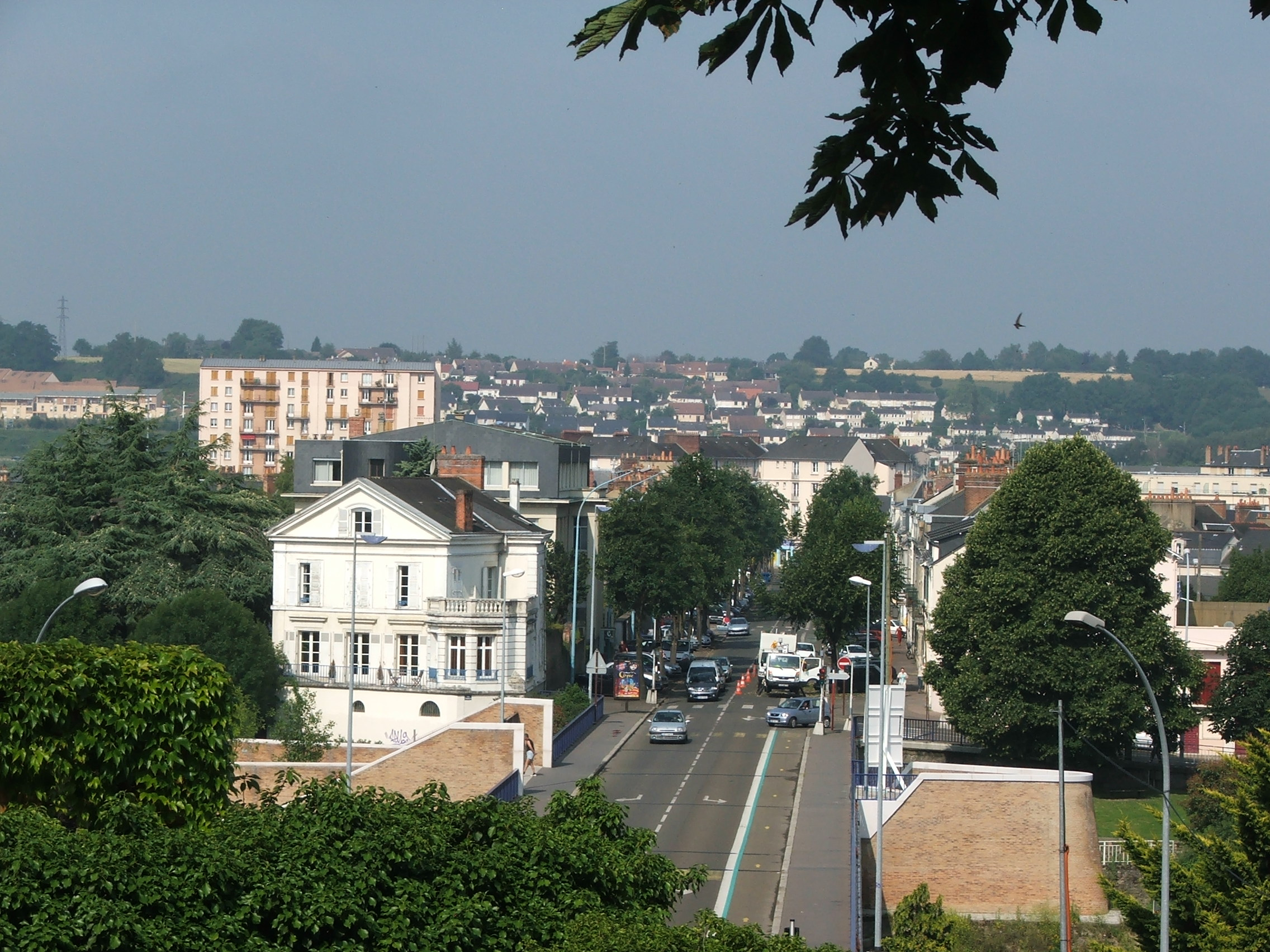
Haut du Pont de Fer depuis la Butte du Greffier

En 2010, on compte seize ponts traversant la Sarthe sur le territoire de la ville du Mans. S'y ajoutent ceux de l'agglomération, c'est-à-dire celui de la rocade est non décompté (situé sur la commune de Coulaines), ou le pont "Arc-en-ciel" situé à Allonnes. Parmi les seize, 4 sont des passerelles piétonnes et un historique a disparu..
Avant le XIXe siècle, un seul pont principal permet de traverser la rivière. Le pont Yssoir est alors l'un des seuls ponts sécurisés pour passer d'un côté à l'autre. Il restera sous la même forme de 1691 à 1884. Une rénovation sera effectuée alors, pour permettre aux gens de circuler en plus grande sécurité. En 1811, l'empereur des Français veut que la ville construise un pont en son nom. Le pont Napoléon est créé. Il est construit luxueusement avec de grosses pierres en provenance de carrières de bonnes qualités. Ce pont est massif, plus gros que ce qui se fait à l'époque, il doit être en l'honneur de l'empereur d'alors. Après la chute de l'empire, on décide de renommer le pont : pont Royal. Après deux changements de noms suivant les gouvernements, il sera finalement rebaptisé pont Gambetta. Il permet de traverser la Sarthe au sud du centre-ville. Par sa construction massive, il permettra sans encombre de faire passer les voitures de l'époque et aujourd'hui, avec quelques aménagements, les tramways. C'est alors que des sondages sont réalisés dans la rivière. Pour la première fois, on découvre un nombre important de vestiges gallo-romains. Le lit de la rivière sera pendant un siècle, un lieu de recherche important pour les archéologues. Tout au long de celle-ci on retrouvera des traces du passage de la civilisation romaine dans la ville du Mans. Le Pont Suspendu, au Nord du centre-ville, fut le pont le plus sécurisé des XVIIIe et XIXe siècles. D'une architecture audacieuse, il était d'une forme bombée au-dessus de la Sarthe, de même qu'à une distance relativement haute. C'est pour cette raison qu'il fut à péage jusqu'en 1847. Par la suite, il fut détruit et remplacé par un pont, ressemblant plus aujourd'hui à une passerelle. Les ponts ferroviaires sont eux construits au milieu du XIXe siècle. Le pont du Chemin de Fer voit le jour en 1852 tandis que le pont des Tabacs apparait en 1887.
Le pont du Greffier, permettant de joindre le quartier Saint-Georges à la butte du Greffier est également dénommé par les anciens Manceaux Pont de Fer. Pourtant, il est entièrement construit en béton. Le premier ouvrage construit à cet endroit était un pont suspendu datant de 1847, appelé « pont à fil de fer ». Il sera détruit en 1871 pour ralentir la progression des Prussiens. Son successeur sera le dénommé pont de fer présentant une maçonnerie enjambant le canal et l'extrémité est de l'île aux Planches. Le pont fut reconstruit au début des années 1950 vu que le pont de fer premier du nom a été miné en août 1944. La construction d'un pont accessible et suffisamment large répond à l'installation pressée autour de la butte du Greffier de la caserne Négrier au siècle précédent, puis plus près de nous du palais des congrès et de la médiathèque Louis-Aragon. Le pont correspond au boulevard Anatole-France et rejoint le boulevard Demorieux pour atteindre la rive gauche de la Sarthe et les quais.
Les autres ponts permettant de relier les différents quartiers :
- pont Tabureau,
- pont Demorieux,
- pont Perrin,
- pont de Pontlieue.

## Les Îles
Les îles sur le territoire de la ville sont au nombre de cinq sur la Sarthe et une sur l'Huisne. Les îles spécialement aménagées pour les promeneurs sont d'une part l'île aux Planches, sur la Sarthe et l'île aux sports sur l'Huisne. Cette dernière, située dans le quartier des Sablons, bénéficie de nombreuses infrastructures sportives (stade, piste d'athlétisme, gymnases, anneau cycliste…). Une minuscule île se trouve isolée non loin des anciens moulins d'Enfer, en amont de la passerelle d'Enfer, au nord du Vieux-Mans. Une autre, un peu plus grande, se trouve en aval du gué de Maulny, à l'endroit même de la jetée de l'Huisne dans la Sarthe. Plus au sud, sur le territoire d'Allonnes, on trouve la plus grande île de l'agglomération : l'île des Grandes-Courbes. À celle-ci s'en ajoute une autre plus petite décalée à l'ouest. L'île des Grandes-Courbes est semi-pavillonnaire et semi rurale. Depuis la disparition du Pont de la Raterie, seul le pont rouge permet d'y accéder depuis la ZI sud du Mans.

## Histoire de l'acheminement de l'eau au Mans

### Des aqueducs romains, des puits médiévaux et des fontaines Renaissance

Alimentation en eau de Vindunum aux alentours du IIe siècle ap. J.-C., d'après Bernard BAUDOIN, 2001

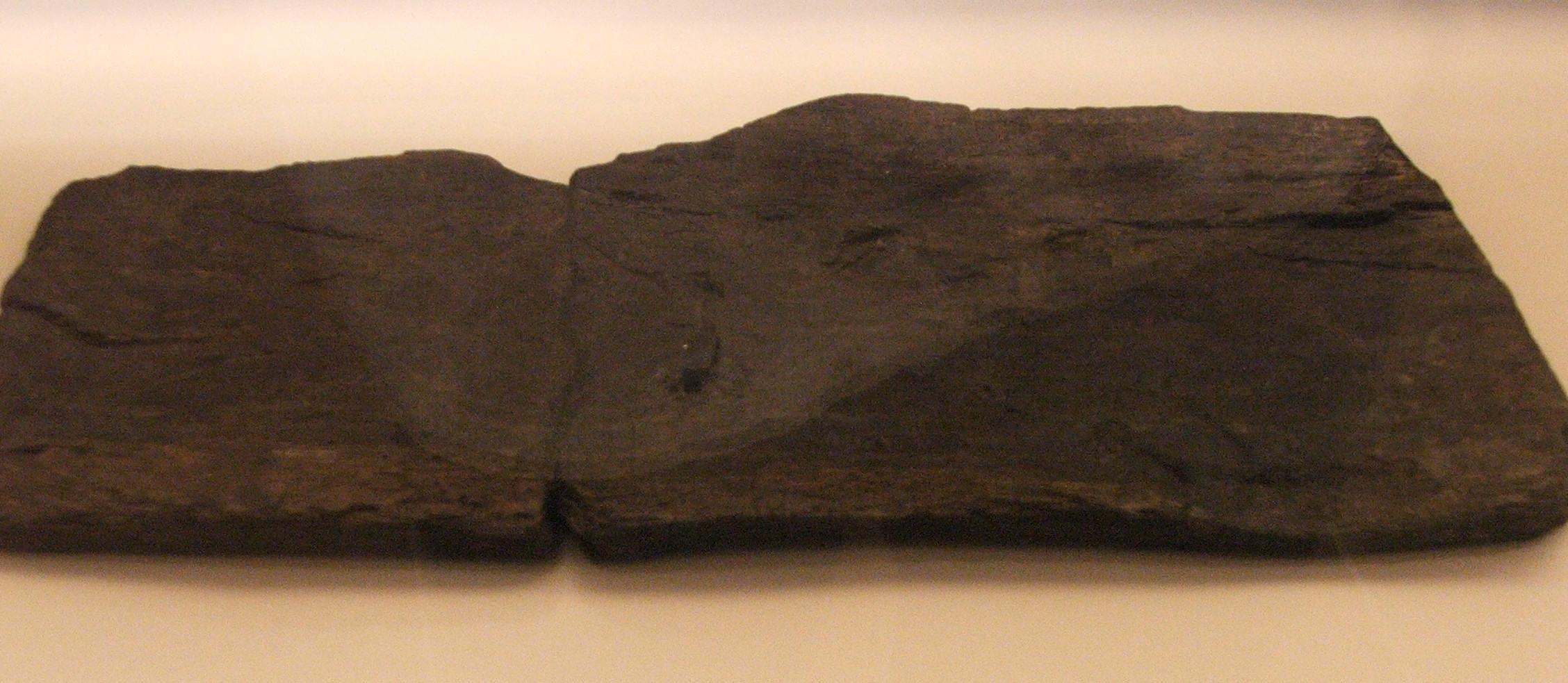
Anciennes canalisations gallo-romaines en chêne, visible au carré plantagenêt

Dès l'époque gallo-romaine, les Romains ont un fort besoin d'eau. Ils sont de gros consommateurs, notamment pour les thermes situés à l'ouest de Vindunum. C'est ainsi que les habitants bâtirent deux aqueducs : l'aqueduc des Fontenelles alimentait directement les thermes de Gourdaine. Il prenait sa source à plus de 3 km à l'est de là, sur l'actuel territoire de la commune de Sargé. L'aqueduc du Haut-Isaac collectait l'eau à 1,5 km de la ville pour alimenter l'actuel jardin de Tessé. Cette eau était potable et destinée à la consommation des habitants. Les invasions barbares qui suivirent le retranchement des habitants sur la colline du Vieux-Mans, détruisirent les aqueducs. on en trouva quelques vestiges enfouis lors de travaux à la fin des années 1990. Après les invasions, une période de paix règne sur la ville. C'est alors que saint Aldric fit restaurer le réservoir du Haut-Isaac entre 838 et 857. Les restaurations permirent d'installer de nouvelles canalisations de plomb, afin d'acheminer de nouveau l'eau potable pour les habitants. Les premières grandes fontaines s'installent dans la vieille ville comme place Saint-Michel ou dans la grande Rue. Durant le Moyen Âge, il fallut offrir davantage d'autonomie aux particuliers, et tout particulièrement à la nouvelle bourgeoisie mancelle. On creusa alors plusieurs puits dans la vieille ville pour aller chercher l'eau dans les alluvions de la Sarthe. Chaque puits était profond d'une trentaine de mètres de profondeur. C'est ainsi qu'on peut voir toujours aujourd'hui les puits de Saint-Pierre, du château ou de la cour d'Assé. Dans le bourg bas également (actuel quartier Saint-Nicolas), on commença à en installer. Les puits de la Ballerie, de Saint-Nicolas ou des Quatre-Œufs datent de cette époque. Puis, ce fut au tour des institutions religieuses de bénéficier de ces creusements : Saint-Benoit, Saint-Vincent et La Couture en bénéficient. Pour autant, se pose toujours le problème de la potabilité des eaux acheminées. Au XVIe siècle, il fallut multiplier les réparations sur le réseau hydraulique, étoffé au fil des siècles. trois réparations successives sont effectuées en 1527, 1545 et 1574. Malgré l'appellation de potable utilisée plus haut, il faut cependant mesurer le fait que ces fontaines n'offraient en aucun une pure et traitée. En 1572, un arrêté est même pris par la ville afin d'empêcher les habitants de laver leur lessive dans les fontaines publiques. Les fontaines permettent aux habitants d'obtenir une eau plus ou moins propre. Les plus connues pour leur mauvaise propreté sont alors la fontaine Abel, la fontaine de l'Hôpiteau, la fontaine Pousse-Etron…

### De la pompe auGué de Maulny

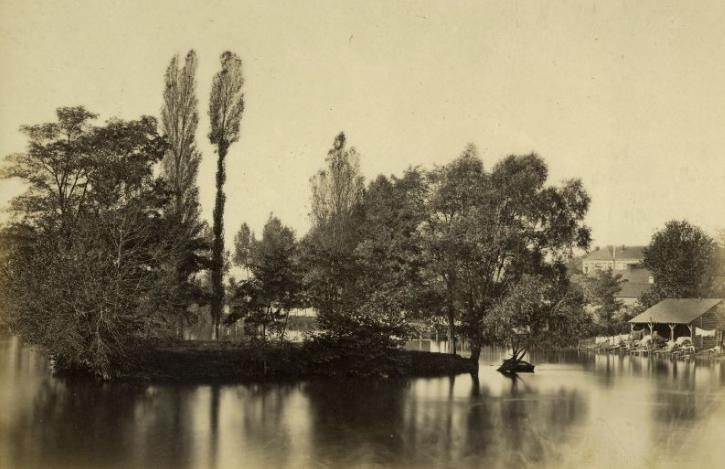
Le gué à la fin du XIXe siècle

Au XVIIIe siècle, Le Mans se développe rapidement et la demande en eau est croissante. En 1725, on émet l'hypothèse d'utiliser une source proche : la source du Bas-Isaac. Cependant, elle est située beaucoup trop bas pour que la gravité permette son écoulement vers la ville. Il faut donc la surélever au moyen de pompes aspirantes. Deux hommes devaient inlassablement se relayer pour continuer à pomper. Ce sont alors ce qu'on appelle des pompiers-fontainiers. Leur salaire en 1729 s'élevait à 18 livres mois. Ce n'est qu'en 1836 que l'action devient mécanique, l'humain étant remplacé par un cheval. De ce travail de pompage, il reste toujours dans le vieux-mans la maison du fontainier. Puis au milieu du XIXe siècle, l'approvisionnement devient problématique devant l'extension record du Mans (adjonction à la ville comme quartiers des communes de Sainte-Croix en 1855 et de Pontlieue en 1865 notamment). La municipalité doit se résoudre à un prélèvement direct dans une des deux rivières de la ville. En pleine puissance de l'industrie ouvrière autour de la ville, c'est l'Huisne qui est choisie. la Sarthe présente en effet des traces de pollution de rouissage des chanvres, notamment en amont de la ville. On installe alors en 1854, une usine de pompage des eaux en lieu et place de l'abattoir municipal. l'eau est pompée directement dans l'Huisne à l'aide d'un moteur à vapeur, puis elle transite dans un château d'eau qui assure à lui seul la distribution. Puis, la nouvelle usine approvisionnera rapidement la nouvelle gare toute proche. Ce n'est qu'en 1857 que le premier service des eaux voit le jour. Une nouvelle pompe à vapeur est mise en service, elle peut refouler 1 300 m3 d'eau par jour, jusqu'à Tessé. La distribution à la population se fait majoritairement par le biais des bornes-fontaines. Après Sainte-Croix et Pontlieue, ce sont Saint-Georges et Saint-Pavin qui sont annexées par la ville. L'installation devient obsolète devant la demande monumentale. L'ancien moulin du gué de Maulny est acheté en 1862 par la ville pour y construire la première usine des eaux. L'installation réussit à faire son travail et à approvisionner la ville pendant ¼ de siècle. Parmi les plus gros points noirs de cette première usine, on trouve l'éternel problème de la pureté de l'eau. L'eau délivrée n'est même pas traitée, ni même filtrée. Elle est largement jugée insalubre par les autorités elles-mêmes qui avouent y trouver les souillures de bateaux-lavoirs et des lavages industriels. L'état sanitaire de la ville devient inquiétant, pendant des années la population essuie des vagues déferlantes de fièvre typhoïde.

### L'usine de l'Épau

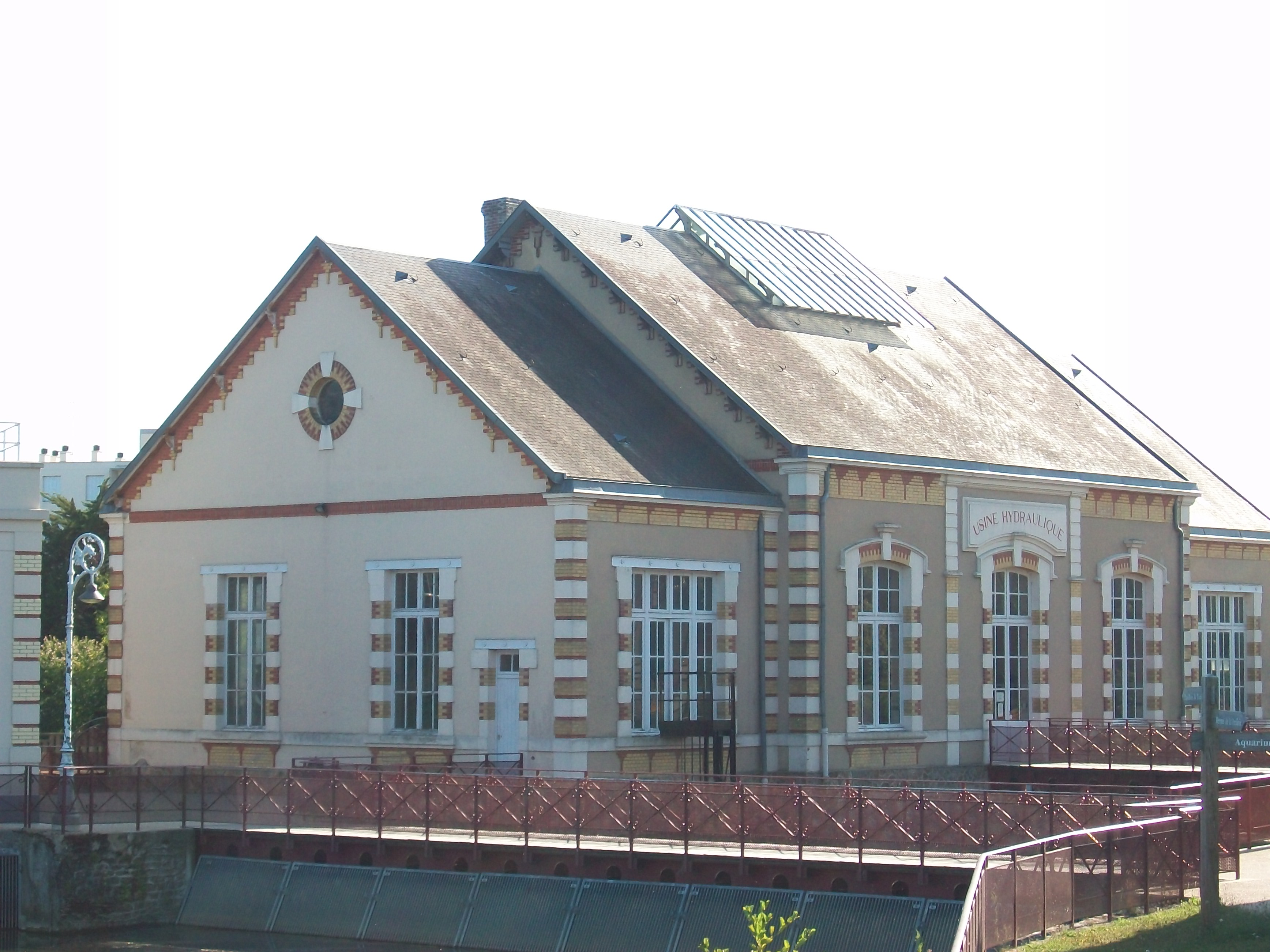
L'ancienne usine hydraulique de la ville

En 1898, la ville prend la décision de construire une usine moderne capable de traiter l'eau et d'éviter les contaminations permanentes. La source utilisée reste l'Huisne, mais cette fois, on étudie particulièrement son placement géographique. On finit par choisir l'Épau, en amont de l'Huisne, sa situation est favorable à une distribution sur l'ensemble de la ville et même sur le futur territoire urbanisé de l'agglomération. La commission d'étude voyage énormément pour analyser les meilleurs installations d'Europe. La commission municipale se rend ainsi à Anvers ou Londres en passant par Hambourg. L'emplacement choisi est l'ancien moulin donné par la reine Bérengère aux moines Cisterciens de son abbaye. L'installation se situe à côté du barrage de l'Epau. C'est une installation mixte, hydraulique-vapeur qui voit le jour. L'eau brute est puisée dans la rivière, puis pour son traitement, elle est refoulée dans une suite de bassins. Une fois filtrée, elle est stockée dans un bassin de 14 000 m3 sur les coteaux de Gazonfier, puis est prête à être distribuée. En 1904, les travaux commencent à la suite de la validation du comité consultatif d'hygiène de France. L'installation est achevée en 2 ans et c'est en 1907 que l'eau peut être distribuée. Du point de vue technique, l'eau est pompée par quatre machines centrifuges à raison de 264 litres par seconde. On a alors quatre bassins de décantation. Puis, deux compartiments de bassins à ciel ouvert chargés de sable de rivière tamisé à deux millimètres très exactement retenaient l'eau pour le dernier filtrage. Trois machines élévatrices permettaient d'acheminer l'eau vers les hauteurs de Gazonfier, à environ 111 mètres au-dessus du niveau de la mer. Afin de vérifier la bonne salubrité des équipements, des contrôles journaliers étaient effectués par les laboratoires municipaux.
En 1935, la production et la distribution sont encore insuffisantes. On installe deux nouvelles pompes pour refouler l'eau filtrée. Le contrôle bactériologique se renforce d'année en année, à tel point qu'on installe un poste de stérilisation à l'eau de javel en 1946. Puis, les machines à vapeur sont démantelées pour leur manque d'efficacité en 1957. Le système de stérilisation est remplacé par un fonctionnement au dioxyde de chlore en 1961. Au même moment, la population de l'agglomération du Mans se rapproche des 200 000 habitants. La croissance rapide oblige la ville à réagir. En 1965, la municipalité décide d'ouvrir une seconde usine plus moderne juste à côté. Une fois créée, elle assure un fonctionnement tandem avec l'ancienne usine. Elle finit par s'émanciper en toute autonomie en 1977, supplantant complètement sa sœur aînée. En 1977, l'usine tourne à une cadence de production de 66 000 m2 d'eau par jour pour distribuer cette eau aux 230 000 habitants du bassin manceau. Toutes les villes alentour, soit en tout 40 communes, adhèrent au nouveau SIDERM: le syndicat mixte de la distribution d'eau de l'agglomération mancelle. L'ancienne usine de l'Épau devient quant à elle La Maison de l'eau, un musée hydrologique, intégré à l'Arche de la nature dès 1997.

## Galerie photos

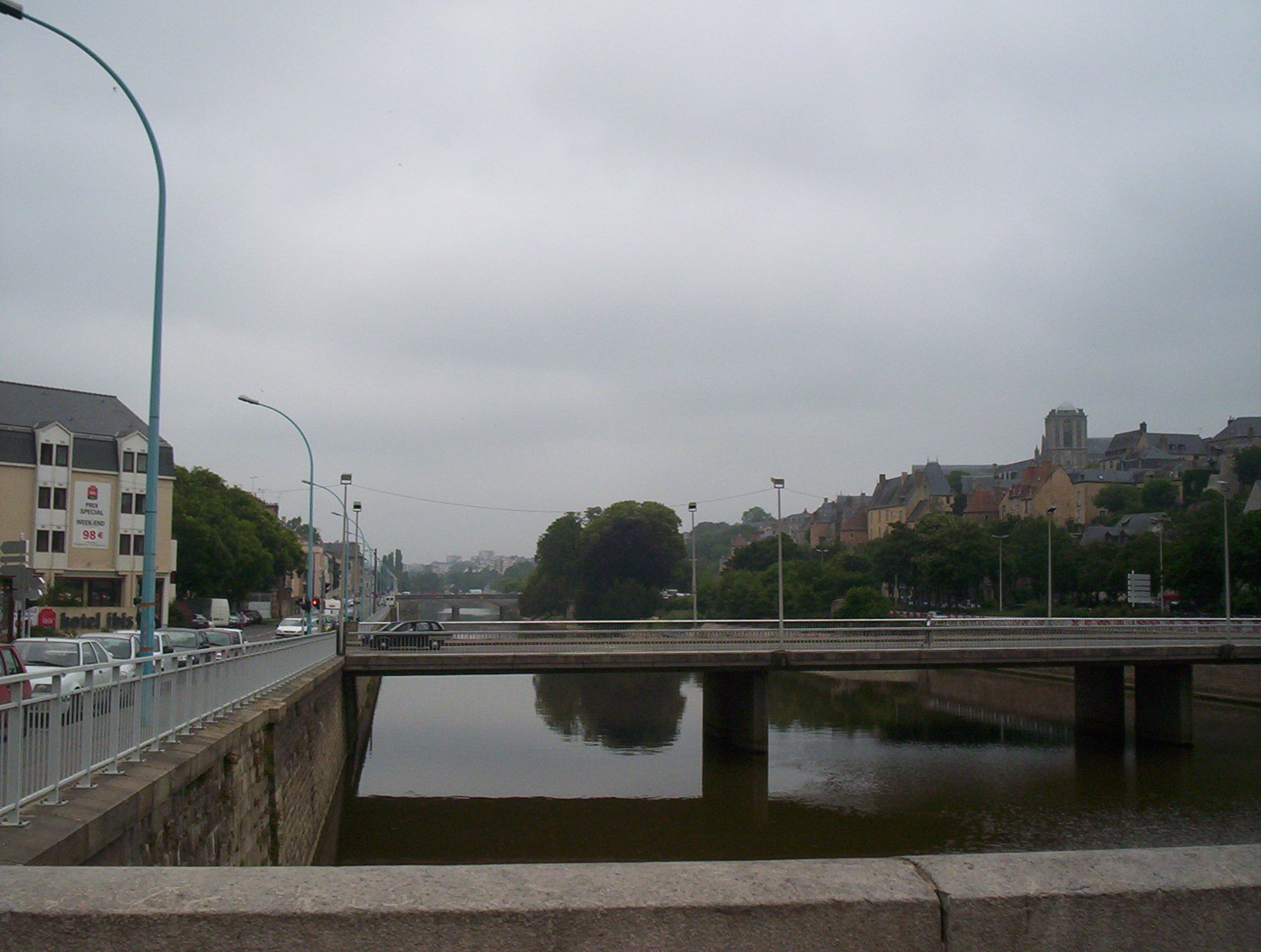
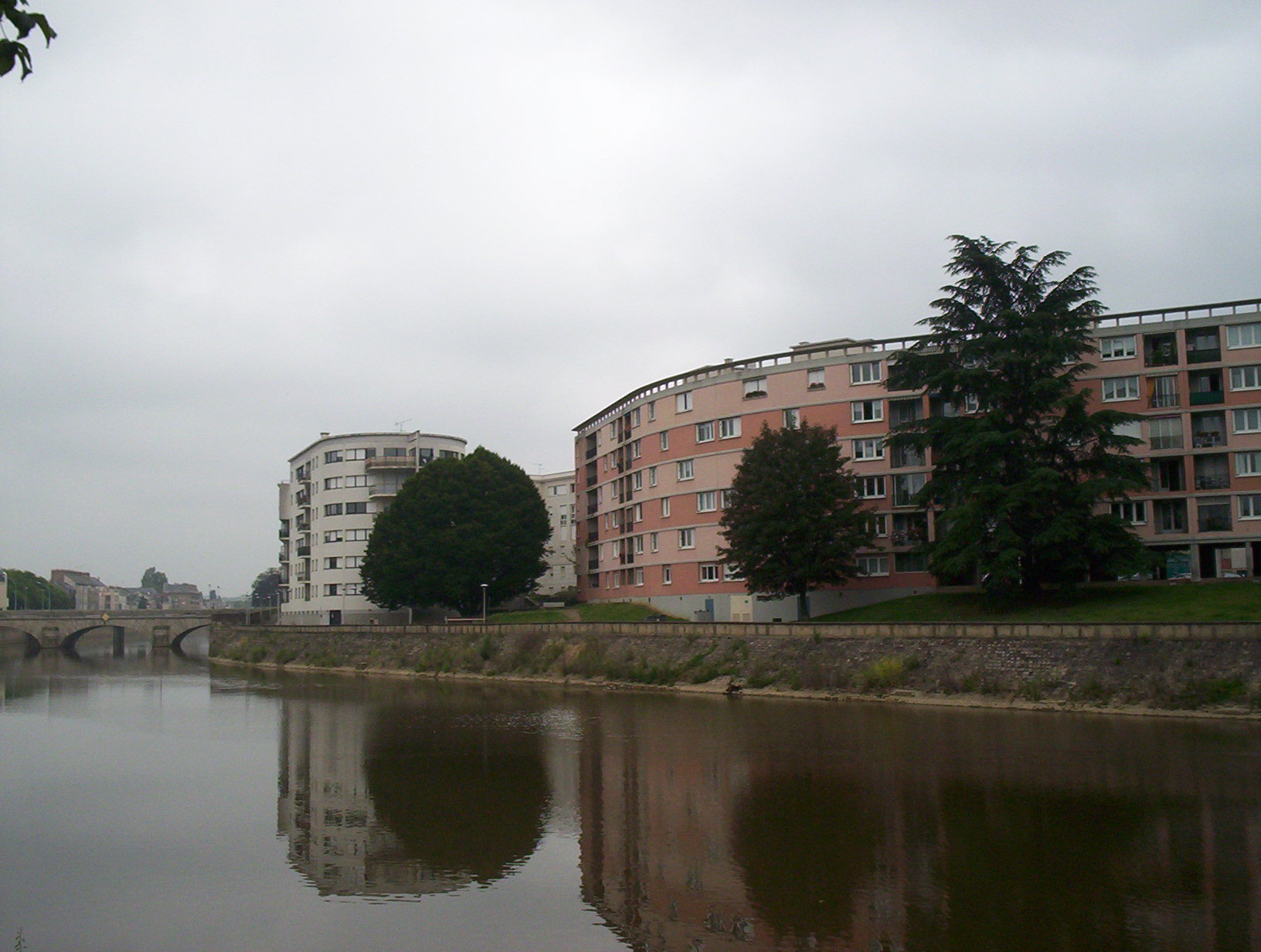
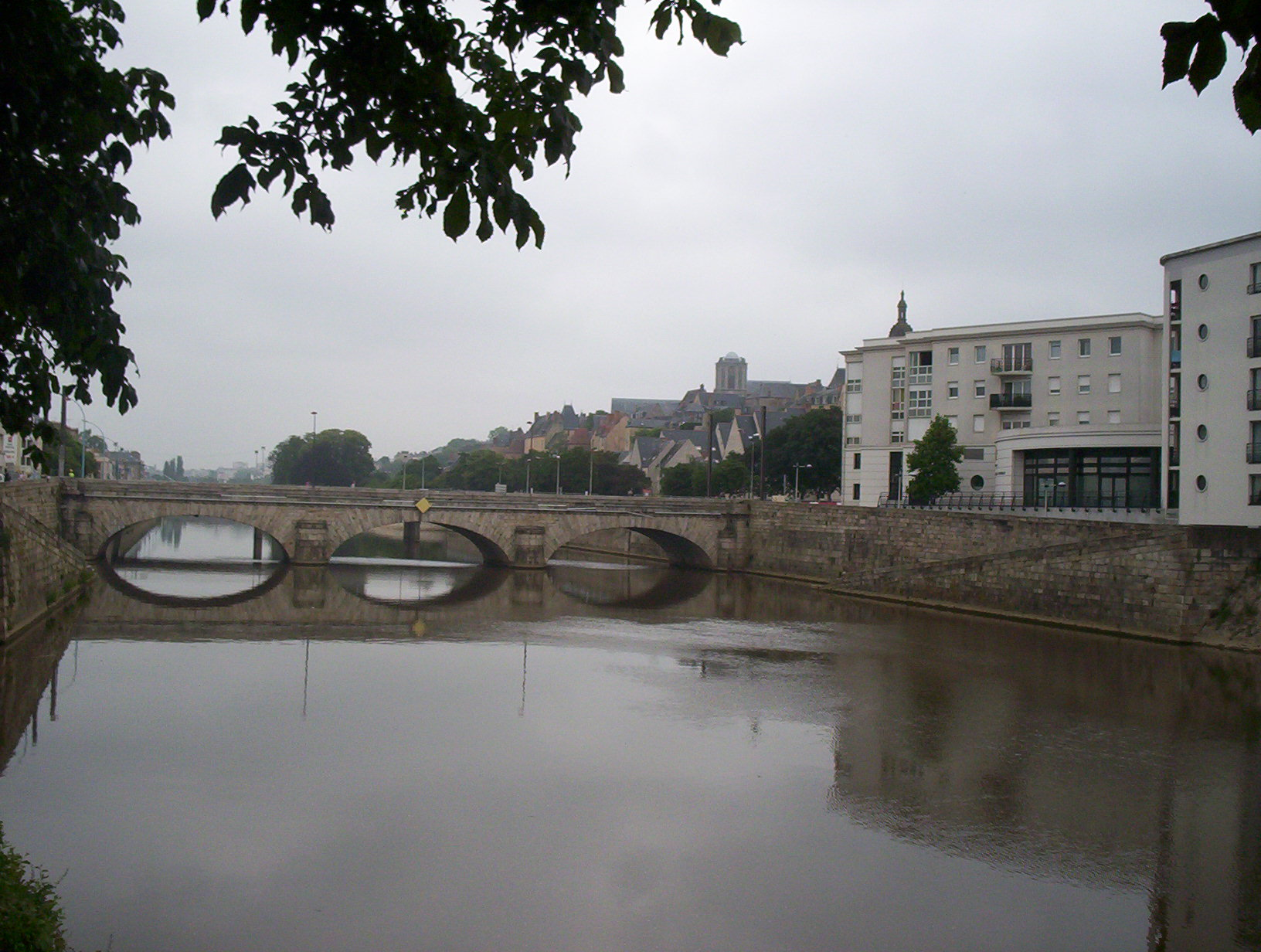
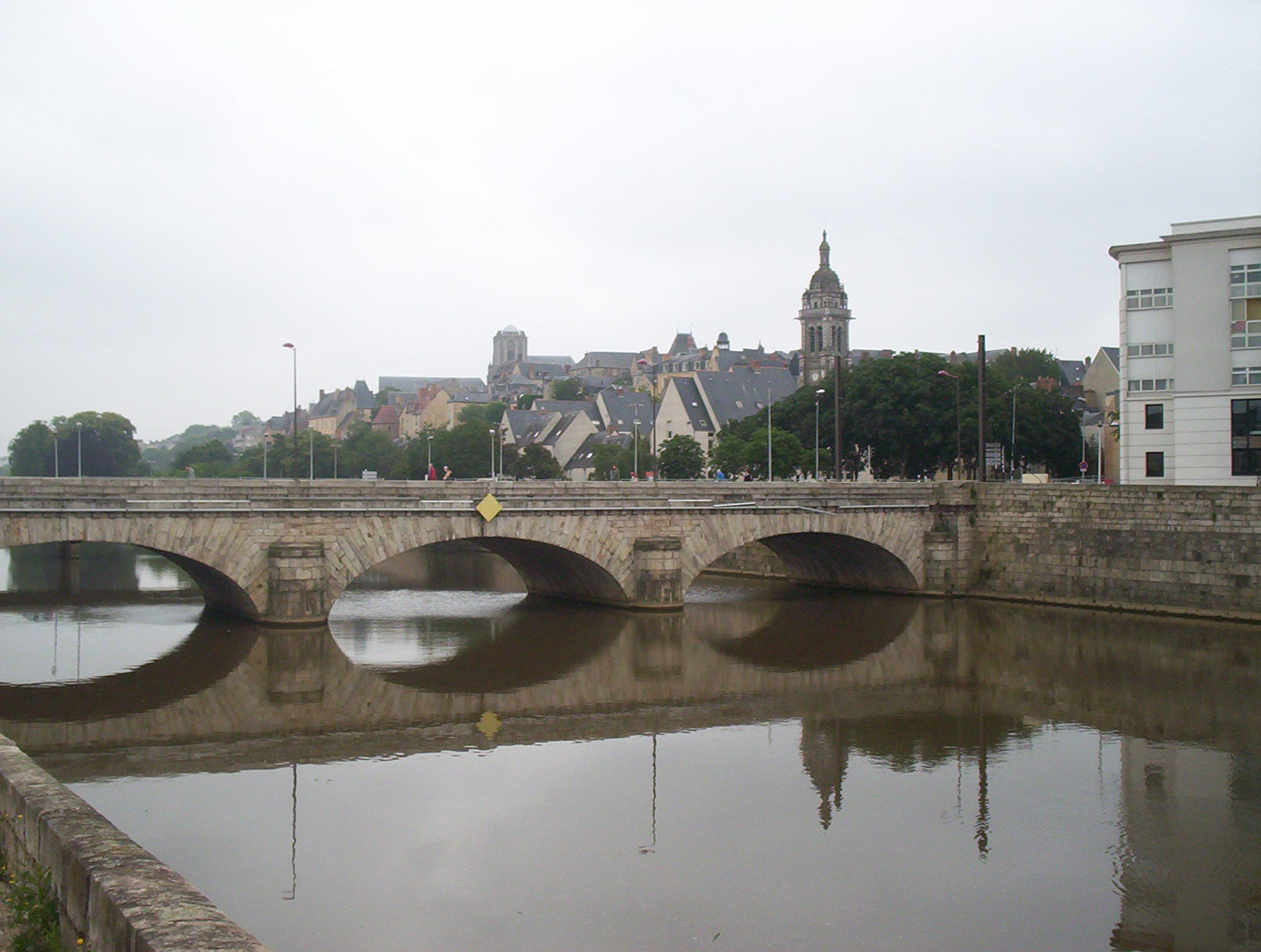
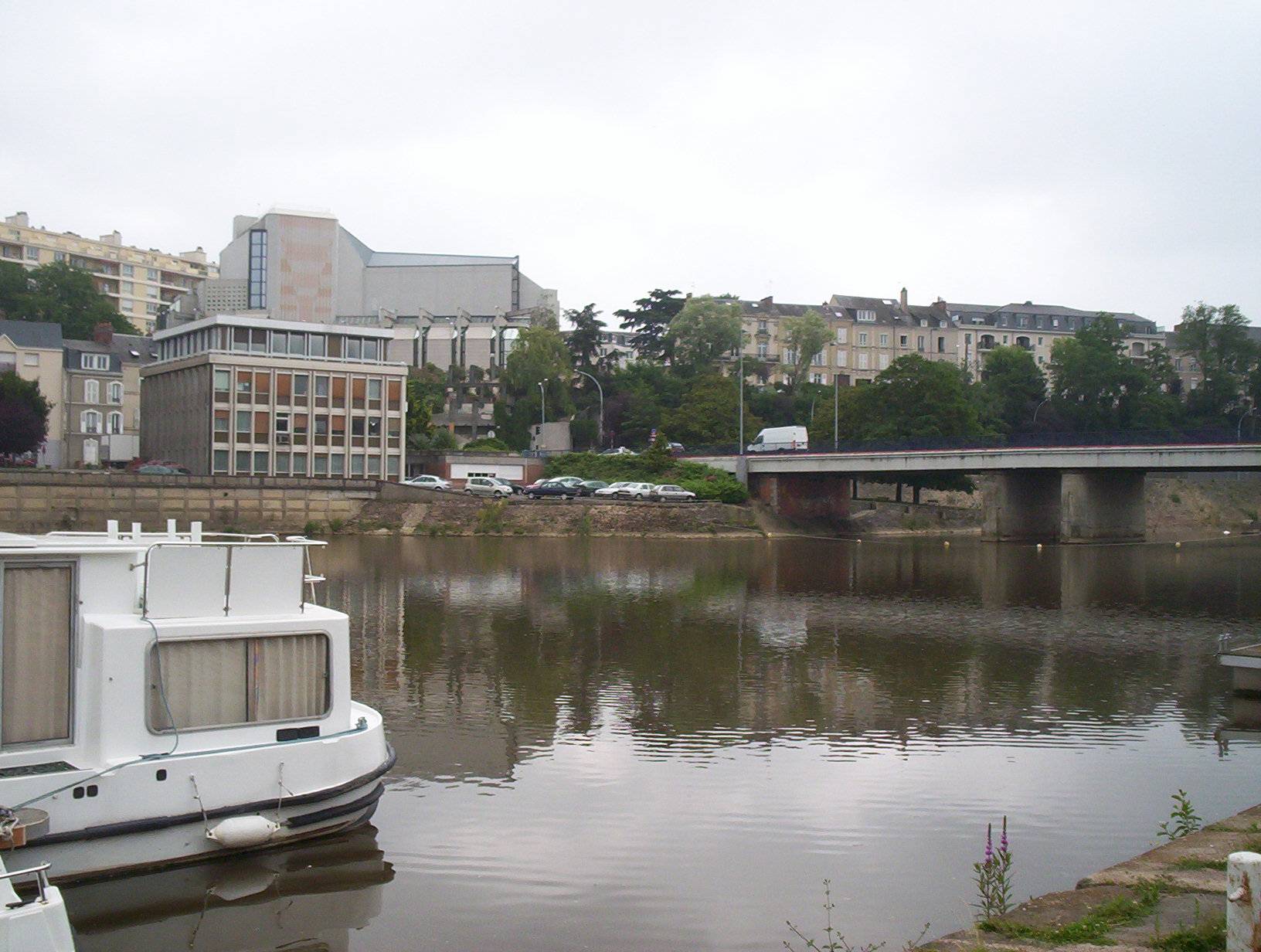
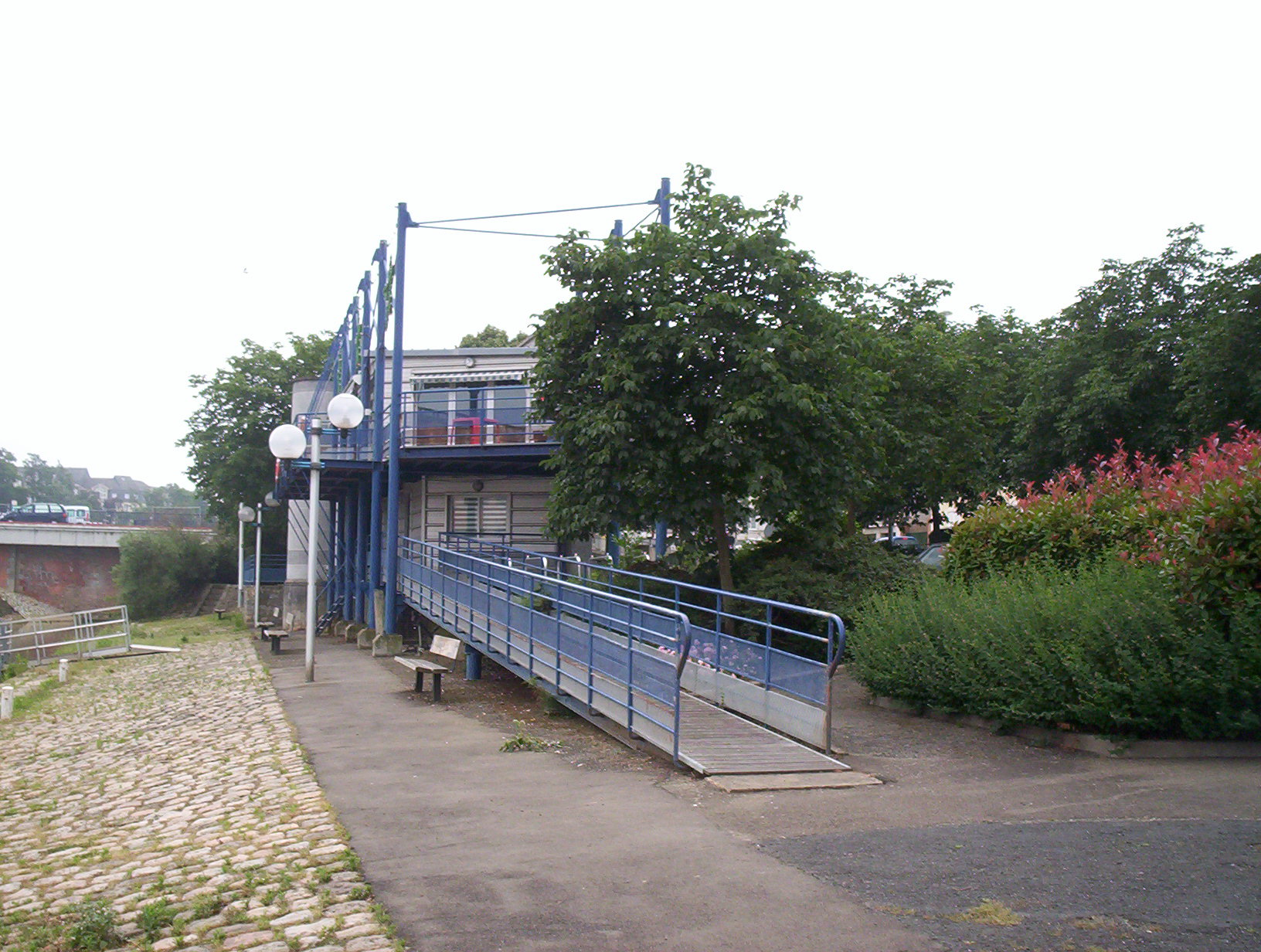
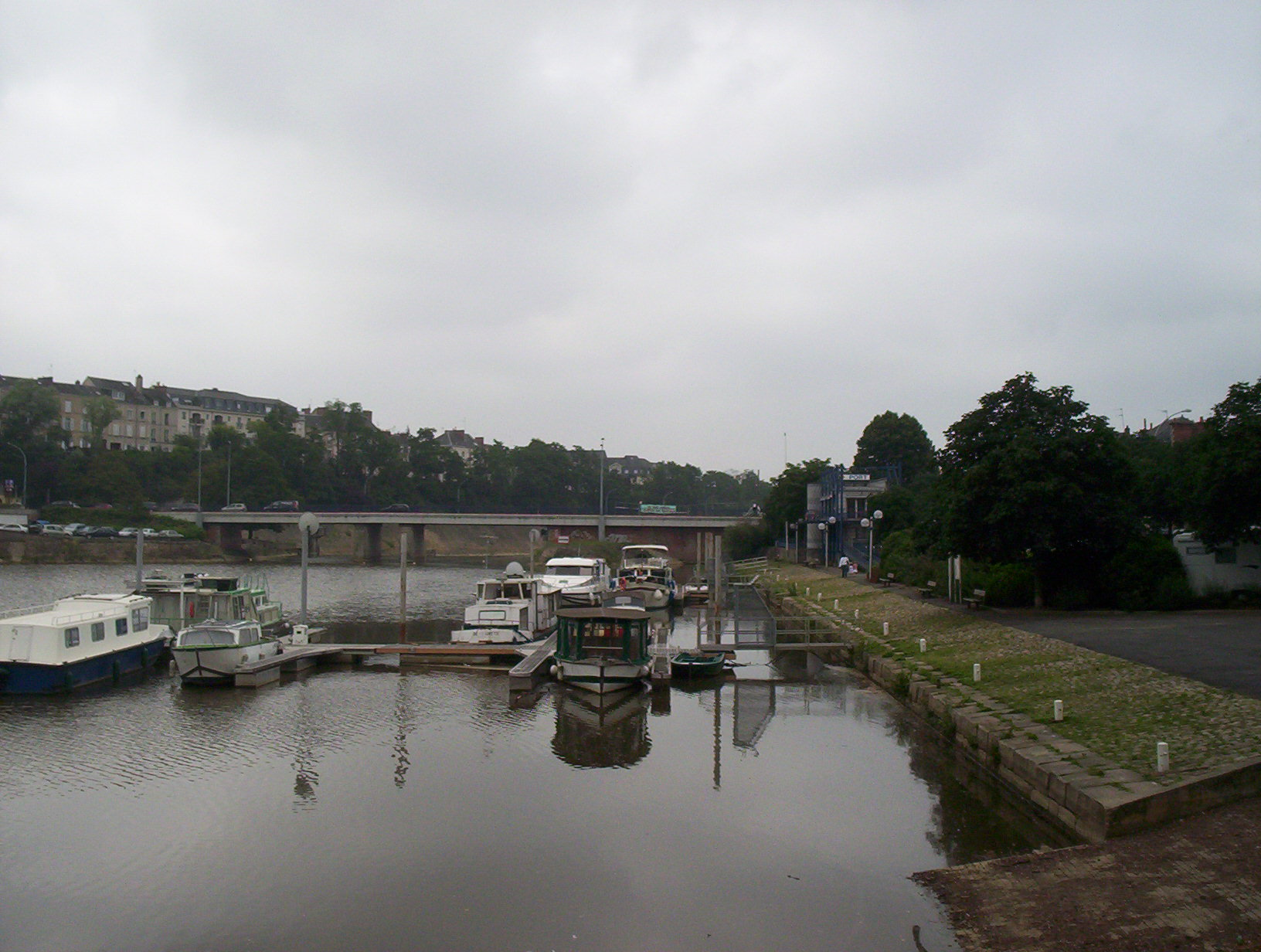